# Festival Huế 2020
Festival Huế 2020 là Festival lần thứ 11 (từ ngày 28/8/2020 đến ngày 02/9/2020), đánh dấu cột mốc chặng đường 20 năm hình thành và phát triển của lễ hội văn hóa - nghệ thuật -du lịch quốc gia, mang tầm cỡ quốc tế.
Vượt qua những khó khăn, thử thách do dịch bệnh Covid-19, Festival Huế vẫn tiếp tục được tổ chức là minh chứng cho sức sống mãnh liệt của vùng đất nơi hội tụ tinh hoa văn hóa dân tộc, là cơ hội để quảng bá điểm đến thân thiện, an toàn của Huế và Việt Nam, tạo động lực thúc đẩy, khôi phục phát triển kinh tế - xã hội, đặc biệt là kinh tế du lịch của Thừa Thiên Huế.
Với chủ đề "Di sản văn hóa với hội nhập và phát triển - Huế luôn luôn mới", Festival Huế 2020 sẽ mang lại cho người tham dự những trải nghiệm mới lạ, độc đáo về văn hóa, lịch sử, và nghệ thuật, là nơi quy tụ những chương trình biểu diễn hấp dẫn của các đoàn nghệ thuật đặc sắc, tiêu biểu diễn ra trên những sân khấu chính: sân khấu Ngọ Môn, sân khấu quảng trường Quốc Học và các tụ điểm biểu diễn trên các tuyến đi bộ ở trung tâm thành phố Huế (diễn ra hàng đêm từ ngày 29/8 đến ngày 02/9/2020).

## Dời thời gian tổ chức
Festival Huế 2020 ban đầu dự kiến tổ chức từ này 1/4/2020 đến 6/4/2020. Tuy nhiên do tình hình dịch bệnh Covid-19, Tỉnh Thừa Thiên Huế đã quyết định dời đến mùa hè 2020  (từ ngày 28/8/2020 đến ngày 02/9/2020) và cuối cùng đã dừng tổ chức Lưu trữ ngày 30 tháng 11 năm 2021 tại Wayback Machine.  Lưu trữ ngày 18 tháng 7 năm 2020 tại Wayback Machine

## Chương Trình ChínhLưu trữngày 18 tháng 7 năm 2020 tạiWayback Machine

### Chương trình nghệ thuật Khai mạc[1]
20h00 ngày 28/8/2020 tại Quảng trường Ngọ Môn: Tôn vinh những giá trị văn hóa truyền thống và đương đại của Huế, Việt Nam. Chương trình sẽ giới thiệu một Huế với vẻ đẹp bất tận, một thành phố của sự hài hòa trọn vẹn, bốn mùa rạng rỡ hoa, thành phố xanh, thân thiện với môi trường.

### Lễ hội đường phố "Sắc màu văn hóa"[2]
16h30 từ ngày 29/8/2020 đến 02/9/2020: Cùng với hình thức quảng diễn đường phố của các đoàn nghệ thuật, lễ hội đường phố năm nay sẽ tôn vinh văn hóa ăn mặc của các quốc gia trong khu vực thông qua hoạt động trình diễn trang phục truyền thống và những điệu múa đặc trưng của các nước ASEAN; lễ rước mặt nạ Tuồng Huế, một hình thức hóa trang độc đáo của bộ môn nghệ thuật có lịch sử lâu đời và phát triển rực rỡ dưới triều Nguyễn; lễ hội văn hóa dân gian Thừa Thiên Huế giới thiệu một số lễ hội và màn biểu diễn đã từng bước được phục dựng ở các địa phương trong tỉnh, kết hợp lễ rước Mẫu trên sông trong khuôn khổ Lễ hội Điện Huệ Nam nhằm phô diễn giá trị văn hóa, giàu bản sắc của Cố Đô Huế.

### Lễ hội "Huế - Kinh đô ẩm thực"[3]
Diễn ra từ ngày 29/8 đến 02/9/2020 tại Công viên Thương Bạc, do Hiệp hội Văn hóa Ẩm thực Việt Nam chủ trì tổ chức, phối hợp cùng với Hiệp hội Du lịch Thừa Thiên Huế. Di sản ẩm thực phong phú và văn hóa ẩm thực tinh tế của vùng đất được xem là "kinh đô ẩm thực" sẽ được giới thiệu tại lễ hội với nhiều đặc sản ẩm thực nổi tiếng thuộc 3 dòng ẩm thực chính: ẩm thực dân gian, ẩm thực cung đình, ẩm thực chay.

### Chương trình Âm nhạcTrịnh Công Sơn
20h00 ngày 30/8/2020 tại sân khấu Ngọ Môn, giới thiệu di sản âm nhạc của nhạc sĩ Trịnh Công Sơn với chủ đề Nhật ký Huế "Huế là người yêu của tôi, là giấc mộng của tôi". Chương trình gồm những nghệ sĩ tên tuổi gắn bó với những ca khúc của Trịnh Công Sơn và những nghệ sĩ trẻ mang phong cách mới lạ đang được công chúng đón nhận.

### Chương trình “Ai đã đặt tên cho dòng sông”
20h00 ngày 31/8/2020 tại Công viên Trịnh Công Sơn: Là chương trình nghệ thuật lấy cảm hứng từ nhiều chất liệu lịch sử về dòng sông Hương thơ mộng, khai mở lần nữa những bí ẩn của Huế, của sông Hương. Chương trình hứa hẹn sẽ đem lại bất ngờ thú vị cho người xem nhờ vào một sân khấu mới lạ, cách kể chuyện bằng ngôn ngữ nghệ thuật hấp dẫn.

### Nhạc hội điện tử (EDM)
20h30 ngày 01/9/2020 tại sân vận động Tự Do là bữa tiệc âm thanh và ánh sáng dành cho giới trẻ, các tín đồ của dòng nhạc điện tử với sự tham gia của những nghệ sĩ, DJ hàng đầu trong nước và khu vực.

### Chương trìnhÁo dàivà di sản
Diễn ra tại đảo Phương Trượng, Hồ Tịnh Tâm với các bộ sưu tập áo dài kết hợp những tiết mục ca nhạc, múa, hát. Các yếu tố kiến trúc và cảnh quan qua sự sắp xếp hoa, cây xanh; sắp xếp đuốc lửa, lồng đèn tạo hiệu ứng rực rỡ, làm nổi bật không gian nghệ thuật lung linh huyền ảo, tôn vinh vẻ đẹp áo dài và di sản Huế.

### Chương trình "Tuồng Huế - Ngàn xưa âm vọng"
Gồm lễ tế tổ sân khấu diễn ra tại di tích Thanh Bình từ đường, trình diễn trích đoạn tuồng và rước mặt nạ tuồng trên đường phố qua cung đường Chi Lăng - Lê Duẩn, Nghênh Lương Đình, cung đường Lê Duẩn - cửa Quảng Đức - đường 23 tháng 8 - cửa Hiển Nhơn.

### Chương trình nghệ thuật Bế mạc Trình diễn Áo dài
20h00 ngày 02/9/2020 tại Quảng trường Ngọ Môn. Chương trình với chủ đề "Nét duyên giao hòa" gồm 3 chương: "Xứ Huế ngàn thơ", "Nét duyên giao hòa" và "Huế dáng hình quê hương" sẽ là điểm nhấn khép lại Festival Huế 2020 nhằm ca ngợi thiên nhiên, con người, tôn vinh vẻ đẹp, khẳng định giá trị và vị trí của tà áo dài Việt Nam trong đời sống, với những bộ sưu tập thời trang áo dài của các nhà thiết kế nổi tiếng Huế, Hà Nội và thành phố Hồ Chí Minh.

### Các hoạt động cộng đồng, hướng ứng Festival 2020
Bên cạnh đó, các hoạt động văn hóa cộng đồng, thể dục thể thao diễn ra liên tục trước, trong và sau thời gian Festival bao gồm: các sự kiện trong chuỗi hoạt động của Ngày hội Áo dài, liên hoan các CLB Nghệ thuật toàn quốc, liên hoan Diều, lễ hội Bia, Hội chợ thương mại, giải đua ghe truyền thống, đua thuyền SUP, giải chạy VNExpress Marathon Huế, các cuộc trưng bày và triển lãm mỹ thuật... sẽ mang đến những trải nghiệm độc đáo và đáng nhớ cho công chúng và du khách. 
1. ↑  Khai mạc Festival Huế 2020
2. ↑  Đức Quang (14/07/2020 - 07:00). "Sẽ là lễ hội đường phố khác biệt nhất". https://baothuathienhue.vn/. Bản gốc lưu trữ ngày 9 tháng 8 năm 2020. {{Chú thích web}}: Kiểm tra giá trị ngày tháng trong: |ngày= (trợ giúp); Liên kết ngoài trong |website= (trợ giúp)Quản lý CS1: bot: trạng thái URL ban đầu không rõ (liên kết)
3. ↑  THẢO VI (08:29 - 25/09/2019). "Huế - Kinh đô Ẩm thực ở Festival Huế 2020". http://baodansinh.vn/. Bản gốc lưu trữ ngày 18 tháng 7 năm 2020. {{Chú thích web}}: Kiểm tra giá trị ngày tháng trong: |ngày= (trợ giúp); Liên kết ngoài trong |website= (trợ giúp)Quản lý CS1: bot: trạng thái URL ban đầu không rõ (liên kết)